# Барбулецу (Дамбовица)
Барбулецу (рум. Bărbuleţu) насеље је у Румунији у округу Дамбовица у општини Барбулецу. Oпштина се налази на надморској висини од 492 m.

## Становништво
Према подацима из 2002. године у насељу је живело 6848 становника, од којих су сви румунске националности.

### Хронологија
| Година       | 1992 | 1993 | 1994 | 1995 | 1996 | 1997 | 1998 | 1999 | 2000 | 2001 | 2002 | 2003 | 2004 | 2005 | 2006 | 2007 | 2008 | 2009 | 2010 | 2011 | 2012 | 2013 | 2014 | 2015 | 2016 | 2017 |
| ------------ | ---- | ---- | ---- | ---- | ---- | ---- | ---- | ---- | ---- | ---- | ---- | ---- | ---- | ---- | ---- | ---- | ---- | ---- | ---- | ---- | ---- | ---- | ---- | ---- | ---- | ---- |
| Становништво | 7541 | 7494 | 7394 | 7352 | 7242 | 7175 | 7092 | 7018 | 6989 | 6929 | 6872 | 6798 | 6702 | 2571 | 2538 | 2486 | 2432 | 2397 | 2356 | 2332 | 2318 | 2285 | 2282 | 2233 | 2193 | 2139 |